# Kunstkredit Basel-Stadt
Der Kunstkredit Basel-Stadt fördert die zeitgenössische bildende Kunst der Region Basel. Seit 1919 werden Werke von regionalen Kunstschaffenden angekauft, der Bestand wird kontinuierlich erweitert. Der jährlich zur Verfügung gestellte Kredit zur Förderung der bildenden Kunst hatte in der Zwischenkriegszeit den Charakter eines Notstandskredits, der über Ankäufe und Kunst-am-Bau-Aufträge die materielle Not der Kunstschaffenden zu lindern suchte.

## Geschichte
Am 8. April 1919 richteten Vertreter der Basler Gesellschaft Schweizerischer Maler und Bildhauer (GSMBA) zum wiederholten Mal eine Eingabe zur Errichtung eines öffentlichen Kunstkredits an den Basler Regierungsrat. Am 11. Juni 1919 bewilligte dieser einen Kredit von 30'000 Franken und die Bildung einer siebenköpfigen Kunstkommission, die ihre Arbeit Ende November 1919 aufnahm. Sie wurde vom Basler Erziehungsdirektor Fritz Hauser, der massgeblich am Zustandekommen des Kunstkredits beteiligt war, präsidiert und von einem ehrenamtlichen Sekretär, dem Redaktor der National Zeitung Edwin Strub, und den vom Regierungsrat gewählten Kommissionsmitgliedern gebildet.
Allein durch die Form der Vergabe und die Zusammensetzung der Jury bildete sich mit der Zeit eine eigentliche Kunstkredit-Ästhetik heraus. Dem Projekt «Kunst am Bau» lag der soziale Gedanke zugrunde, die Kunst aus den Museen herauszuholen und so direkt die Kunst der Bevölkerung zugänglich zu machen. Die Themen und Motive mussten dafür in allgemeinen verständlichen Formen geschaffen werden. Abstrakte und somit unverständliche Werke waren unerwünscht. Zudem hatte sich die GSMBA Basel als Berufsorganisation und Vertreterin der «gesamten Künstlerschaft» die alleinige Einsitznahme der Künstlerjuroren in der Kunstkredit Kommission gesichert. Die künstlerische Ausrichtung wurde unter der Bezeichnung «Bilderbuchstil» bekannt.
Im Jahr 1934 setzte sich die Gruppe 33 dafür ein, dass auch sie in der Kunstkreditkommission vertreten war. Diese Bemühungen wurden jedoch von den etablierten Mitgliedern aus der GSMBA abgelehnt. Woraufhin die Gruppe 33 den ablehnenden Entscheid bis vor das Bundesgericht zog, wo sie 1935 letztinstanzlich abgewiesen wurden. Zu einer Einigung kam es erst 1939, die 1940 durch einen Minderheiten Einsitz reglementiert wurde und so die Monopolstellung in der Basler Kulturpolitik endgültig gebrochen wurde. Die GSMBA Juroren revanchierten sich für ihren Machtverlust damit, dass sie bei Kunstkredit-Wettbewerben die Bewerber aus der Gruppe 33 zensurierten. Lag ihr Anteil am Jahresbudget des Kunstkredites bis 1934 bei 20 bis 25 Prozent, so sank er in den entscheidenden Jahren 1934/35 auf unter zehn Prozent. Die Auseinandersetzungen der zwei Gruppierungen wurde zu Recht als «Windmühlekrieg» bezeichnet, denn dahinter zeichneten sich die Konturen eines bedrohlicheren Kulturkampfes ab: die Kunsthetze der Basler Frontisten. Der Druck und die Polemik aus dem rechten Lager führten letztlich zur Beendigung der Auseinandersetzungen zwischen GSMBA und der Gruppe 33. 1930 malte Jean-Jacques Lüscher das Gruppenbild Sitzung der Basler Kunstkreditkommission.
Aufbau, Erhalt, Dokumentation, Erforschung und Vermittlung der rund 4'700 Kunstwerke (Stand 2019) umfassenden kantonalen Kunstsammlung gehören ebenfalls zu seinen Aufgaben. Die Sammlung umfasst Werke aller künstlerischen Gattungen und Medien. Schwerpunktsetzungen ergeben sich aus den jeweils historisch veränderlichen Stärken des regionalen Kunstschaffens.
2015 stellte der Kanton Basel-Stadt 520'000 Franken für den Kunstkredit zur Verfügung. Dieser Betrag beinhaltet die Werkbeiträge bis zu den Ankäufen für die Sammlung.